# Södermanlands runinskrifter 89
Södermanlands runinskrifter 89 är en vikingatida runristad gravhäll av kalksten i Hammarby kyrka, Hammarby socken och Eskilstuna kommun. Runstenen är 2 meter hög, 0,7-1 meter bred samt 0,12 meter tjock. Stenen är tidigare avslagen och har hopfogats på mitten. Inristningen är mycket nedsliten och svårtydd. Stenen är fäst vid sakristians vägg med järnkrampor. Runstenen togs fram vid en restaurering 1954.

## Inskriften
Translitterering av runraden:
... ...(u)k y... ...o...
Normalisering till runsvenska:
... ok(?) ... ...
Översättning till nusvenska:
... och(?) ...